# Гамден (Нью-Йорк)
Гамден (англ. Hamden) — місто (англ. town) в США, в окрузі Делавер штату Нью-Йорк. Населення — 1137 осіб (2020).

## Демографія
Згідно з переписом 2010 року, у місті мешкали 1323 особи в 569 домогосподарствах у складі 367 родин. Було 946 помешкань
Расовий склад населення:
| - 97,4 % — білих - 0,7 % — корінних американців - 0,5 % — чорних або афроамериканців - 0,2 % — азіатів |

До двох чи більше рас належало 1,1 %. Частка іспаномовних становила 3,7 % від усіх жителів.
За віковим діапазоном населення розподілялося таким чином: 18,8 % — особи молодші 18 років, 62,0 % — особи у віці 18—64 років, 19,2 % — особи у віці 65 років та старші. Медіана віку мешканця становила 47,4 року. На 100 осіб жіночої статі у місті припадало 100,2 чоловіків;  на 100 жінок у віці від 18 років та старших — 97,8 чоловіків також старших 18 років.
Середній дохід на одне домашнє господарство  становив 66 731 долар США (медіана — 53 958), а середній дохід на одну сім'ю — 78 532 долари (медіана — 70 368). Медіана доходів становила 41 413 долари для чоловіків та 35 795 доларів для жінок. За межею бідності перебувало 17,3 % осіб, у тому числі 43,2 % дітей у віці до 18 років та 12,3 % осіб у віці 65 років та старших.
Цивільне працевлаштоване населення становило 532 особи. Основні галузі зайнятості: освіта, охорона здоров'я та соціальна допомога — 24,6 %, публічна адміністрація — 16,5 %, мистецтво, розваги та відпочинок — 10,0 %, виробництво — 9,6 %.